# تيودورو بالاسيوس
تيودورو بالاسيوس (بالإسبانية: Teodoro Palacios) هو منافس ألعاب قوى غواتيمالي، ولد في 7 يناير 1939 في غواتيمالا في غواتيمالا.

## وصلات خارجية
- تيودورو بالاسيوس على موقع الاتحاد الدولي لألعاب القوى (الإنجليزية)
- تيودورو بالاسيوس على موقع اللجنة الأولمبية الدولية (الإنجليزية)
- تيودورو بالاسيوس على موقع أوليمبيديا (الإنجليزية)